# Hervé Nader
Hervé Nader, né le 17 septembre 1899 à Quimper (Finistère) et décédé le 28 avril 1985 à Quimper, est un homme politique français

## Biographie
Hôtelier, il échoue aux législatives de 1932, mais est élu en 1936. Il fait alors partie des quinze députés élus en Bretagne signataires d'un « programme du Front Breton », qui vise alors à créer un groupe parlementaire breton à l'Assemblée nationale, et à défendre des lois en faveur de la régionalisation des institutions ou en faveur de l'enseignement de la langue bretonne.
Il s'intéresse à la marine marchande, au tourisme et à l'hôtellerie. En juillet 1940, il vote les pleins pouvoirs au maréchal Pétain, avant de s'engager dans la Résistance. Arrêté le 16 février 1942 à la suite d'une dénonciation anonyme, il est déporté au camp de concentration de Mauthausen, puis délégué à l'Assemblée consultative provisoire à ce titre.
À la Libération, il se tient éloigné de la vie politique. Il se représente sous l'étiquette gaulliste aux législatives de 1958, où il est réélu. Il vote la motion de censure qui renverse Pompidou en 1962. Privé de l'investiture gaulliste, il est battu en 1962. Il se représente encore en 1967 et 1973, réalisant des scores de plus en plus bas.